# Teresina (microregio)
Teresina is een van de 15 microregio's van de Braziliaanse deelstaat Piauí. Zij ligt in de mesoregio Centro-Norte Piauiense en grenst aan de microregio's Baixo Parnaíba Piauiense, Campo Maior, Caxias (MA), Coelho Neto (MA), Médio Parnaíba Piauiense en Valença do Piauí. De microregio heeft een oppervlakte van ca. 9.213 km². In 2006 werd het inwoneraantal geschat op 976.962.
Dertien gemeenten behoren tot deze microregio:
- Altos
- Beneditinos
- Coivaras
- Curralinhos
- Demerval Lobão
- José de Freitas
- Lagoa Alegre
- Lagoa do Piauí
- Miguel Leão
- Monsenhor Gil
- Pau-d'Arco do Piauí
- Teresina
- União

Mesoregio's: Centro-Norte Piauiense · Norte Piauiense · Sudeste Piauiense · Sudoeste Piauiense

Microregio's: Alto Médio Canindé · Alto Médio Gurguéia · Alto Parnaíba Piauiense · Baixo Parnaíba Piauiense · Bertolínia · Campo Maior · Chapadas do Extremo Sul Piauiense · Floriano · Litoral Piauiense · Médio Parnaíba Piauiense · Picos · Pio IX · São Raimundo Nonato · Teresina · Valença do Piauí